# Górzec (województwo dolnośląskie)
Górzec (niem. Gurtsch) – wieś w Polsce położona w województwie dolnośląskim, w powiecie strzelińskim, w gminie Strzelin.

## Podział administracyjny
W latach 1975–1998 miejscowość administracyjnie należała do województwa wrocławskiego.

## Historia
Miejscowość została wymieniona w staropolskiej, zlatynizowanej formie Gorech w łacińskim dokumencie wydanym 12 sierpnia 1201 przez kancelarię papieża Innocentego III wydanym w Segni.

## Przesiedlenia
Większość mieszkańców to repatrianci zza wschodniej granicy (m.in Rudki), którzy osiedli się w tych okolicach po II wojnie światowej.